# أرتيوم كوزلوف
أرتيوم كوزلوف (15 يناير 1993 - ) هو لاعب كرة قدم روسي في مركز الوسط. لعب مع FC Sibiryak Bratsk ‏.

## وصلات خارجية
- أرتيوم كوزلوف على موقع قاعدة بيانات كرة القدم.إي يو (الإنجليزية)